# Patrouille de France
Патруль де Франс (фр. Patrouille Acrobatique de France, фр. Patrouille de France) — французская пилотажная группа на лёгких самолётах «Альфа Джет», использующая на самолётах генераторы дыма (белого, синего, красного). Летает под музыку различных исполнителей. Благодаря этому выступления очень зрелищны. Участвует на МАКС составом из 8 самолётов. Обычно состоит из 9 самолётов. Пилоты меняются раз в год. Наиболее известная фигура — «Пронзённое сердце». Постоянный участник авиасалона Лё-Бурже.

## История
«Патруль де Франс» является одной из самых старых пилотажных групп в мире. Основана в 1931 году и начинала с пилотирования таких самолётов, как F-84, «Ураган», «Мистэр IV», «Мажистер».
С 1981 года летает на «Alpha Jet», совместного французско-немецкого производства, окрашенных в цвета флага Франции. Эта машина лучше всего демонстрирует свои возможности при выполнении фигур высшего пилотажа в сомкнутом строю.
В августе 2009 году на международном салоне МАКС своё мастерство продемонстрировала единственная женщина в составе пилотажной группы «Патруль де Франс» — Виржини Гийо (капитан команды в 2010 году).
25 марта 2025г. во время тренировочного полета на востоке Франции два самолета «Альфа Джет» столкнулись в воздухе и разбились. Оба пилота смогли вовремя покинуть самолеты после столкновения и выжили. 
|  |  |